# نزوح الكازاخ من سنجان

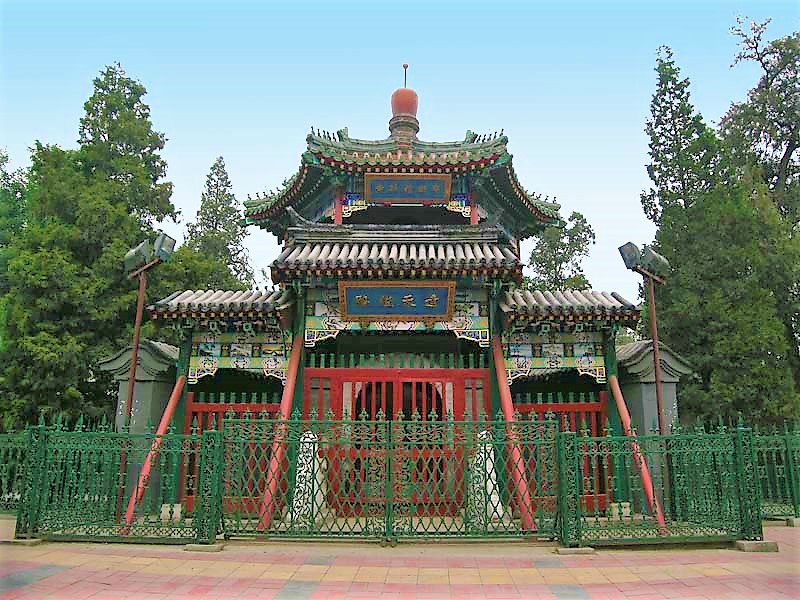
مسجد نيوجي (Chinese: 牛街清真寺; pinyin: niújiē qīngzhēnsì) هو أقدم مسجد في بكين، الصين. بنى عام 996 وأعيد بناؤه بالكامل في عهد إمبراطور كانغشي (1622-1722).

حدث نزوح الكازاخ من سنجان بالتدرج وعلى موجات خلال عقدي الخمسينات والستينات من القرن العشرين بعد انتصار الشيوعية في الصين. كان الكازاخ يقطنون في الحدود الغربية من الصين، بمنطقة سنجان قبل مجيء الشيوعيين بزمن طويل. لكن بعد سيطرة الجيش الأحمر الشيوعي الكاملة عام 1949 على تلك المنطقة، بدأ النزوح الجماعي عام 1950، ولم يكن هناك من ضمان ولا تجريم لطريقة حياة الكازاخ وقبليتهم أو دينهم الإسلامي. فالعائلات صوتت في باركول ثم بدأت بالانطلاق إلى سهوب كشمير كمنفيين لكي يحافظوا على نمط حياتهم.
واجهت الرحلة الأولى إلى كشمير معارضة من الجيش الأحمر خلال عبورهم لحدود المقاطعة الصينية. فحصل التحرش الأول في باركول بمقاطعة كومول، ثم الهجوم الثاني بالقرب من تيمورليك. ففر الناجون منهم إلى التبت للنجاة بأرواحهم. وعدا هجوم الجيش الأحمر عليهم، فقد عانى النازحون من الأمراض التي أعاقت هروبهم، وحصدت العديد من الأرواح، ففي فترة الهروب التي استغرقت الثلاثة أشهر عبر التبت حتى وصولهم إلى سرينغار بكشمير، نجا 350 شخص من أصل 400 عائلة هربت من الصين.
بدأ النزوح الثاني من سنجان عام 1962. حيث هرب مع الكازاخ عرقيات أخرى إلى الإتحاد السوفييتي خلال أعمال الشغب والإضرابات العنيفة التي صاحبت فرض الشيوعيين إصلاحاتهم وتدخلهم بطريقة حياة الكازاخ التقليدية.

## اقرأ أيضا
- عثمان باتور
- كازاخ الصين
- كازاخ